# Acnodon oligacanthus
Acnodon oligacanthus es una especie de peces de la familia Characidae.

## Morfología
Los machos pueden llegar alcanzar los 20 cm de longitud total.

## Hábitat
Vive en zonas de clima tropical.

## Distribución geográfica
Se encuentran en Sudamérica: ríos de las Guayanas.